# Leptoneta alpica
Leptoneta alpica là một loài nhện trong họ Leptonetidae.
Loài này thuộc chi Leptoneta. Leptoneta alpica được Eugène Simon miêu tả năm 1882.